# Douglas McDonald (roddare)
Douglas John McDonald, född 11 maj 1935 i Thorsby i Ontario, är en kanadensisk före detta roddare.
McDonald blev olympisk silvermedaljör i åtta med styrman vid sommarspelen 1956 i Melbourne.